# Robert F. Kennedy Memorial Stadium
Das Robert F. Kennedy Memorial Stadium (kurz: RFK Stadium) ist ein Stadion in der US-amerikanischen Hauptstadt Washington, D.C. Der Eigentümer ist die Stadt und verwaltet wird es durch die Events DC. Die Veranstaltungsstätte bot zuletzt 45.423 Sitzplätze. Die Sportstätte wurde in seiner Geschichte hauptsächlich für American Football, Baseball und Fußball genutzt.

## Geschichte
Am 1. Oktober 1961 wurde es als D.C. Stadium eröffnet. Es war für 36 Jahre Heimstätte des American-Football-Teams der Washington Redskins (heute: Washington Commanders). Das erste Spiel trugen die Redskins, in Anwesenheit von US-Präsident John F. Kennedy, am Tag der Eröffnung vor 36.767 Zuschauern gegen die New York Giants (21:24) aus. 1997 zogen die Redskins nach Landover, Maryland, wo sie ihre Spiele im Northwest Stadium austragen. Des Weiteren war das RFK Heimstadion vieler anderer Washingtoner Sportmannschaften.
Am 18. Januar 1969 wurde die Veranstaltungsstätte in Robert F. Kennedy Memorial Stadium umbenannt, zu Ehren des 1968 ermordeten US-Senators und Präsidentschaftskandidaten Robert F. Kennedy.
1994 wurden im Rahmen der Fußball-Weltmeisterschaft fünf Spiele im RFK ausgetragen und 2003 jeweils als Doppelveranstaltung sechs Gruppenspiele der Fußball-Weltmeisterschaft der Frauen. Zudem war es von 2008 bis 2012 Austragungsort des Military Bowl, eines College-Football-Finalspiels.
Die US-amerikanische Fußballnationalmannschaft trug insgesamt 22 Spiele im RFK Stadium aus, so viele wie in keinem anderen Stadion des Landes. Am 2. Juni 2013 gewann sie dort im Rahmen der Feierlichkeiten zum 100. Geburtstag des US-Fußballverbandes mit 4:3 gegen die deutsche Fußballnationalmannschaft.
Von 1996 bis 2017 spielte im RFK das Major-League-Soccer-Franchise D.C. United. Am 22. Oktober trug United seine letzte Ligapartie im Stadion aus. Vor 41.418 Zuschauern verlor die Heimmannschaft mit 1:2 gegen die Rivalen New York Red Bulls. Zur Saison 2018 zog das Team in das neugebaute Audi Field um.
Im September 2020 gab die Events DC bekannt, dass die Gilbane Building Company aus Providence, Rhode Island, den Abriss der Anlage übernehmen werde. Die Kosten für den Abbruch sollten bei 20 Mio. US-Dollar liegen. Der Beginn der Arbeiten war für 2022 vorgesehen. Im Juli 2022 wurde bekannt, dass der Abriss der Hauptstruktur des Stadions bis Ende 2023 durchgeführt werden sollte. Zum Abschied vom RFK wurden in einer ersten Phase vor dem Abriss Sitze als Andenken zum Verkauf angeboten. Die ausgewählten, orangen Sitze aus dem Unterrang der Arena aus Holz und Kunststoff sollten über das Internet für 350 bis 500 US-Dollar angeboten werden. Weitere Sitze wie weinrote und goldene Holzsitze aus dem Oberrang sowie weitere Erinnerungsstücke sollten 2023 erhältlich sein. Ein Teil des Erlöses wurde zur Förderung an wohltätige Zwecke wie den Boys & Girls Club of Greater Washington (BGCGW) und St. Coletta of Greater Washington weitergegeben. Die Feierlichkeiten zum Abschied sollten bis zum Ende 2023 andauern. Unterdessen setzte die aus Washington, D.C. stammende Smoot Construction Company die Asbestsanierung, die universelle Abfallbeseitigung, die Entsorgung ungefährlicher Materialien und den Abriss von nicht tragenden Komponenten innerhalb des Stadions fort.
Am 6. Januar 2025 unterzeichnete US-Präsident Joe Biden ein Gesetz (D.C. Robert F. Kennedy Memorial Stadium Campus Revitalization Act (H.R. 4984)), mit dem das mehr als 170 Hektar große Gelände des RFK Stadium an den District of Columbia übertragen wird. Dies bietet u. a. die Möglichkeit, ein neues Stadion für die Washington Commanders aus der NFL zu errichten. Mitte Januar kündigte der Betreiber Events DC den voraussichtlichen Beginn des Abrisses, der seit 2019 geschlossenen Sportarena, für Ende Januar an. Ende April wurde verkündet, dass anstelle des Stadiums, dessen Abriss im Gange ist, bis 2030 eine neue Arena für 65.000 Menschen errichtet wird.

## Galerie

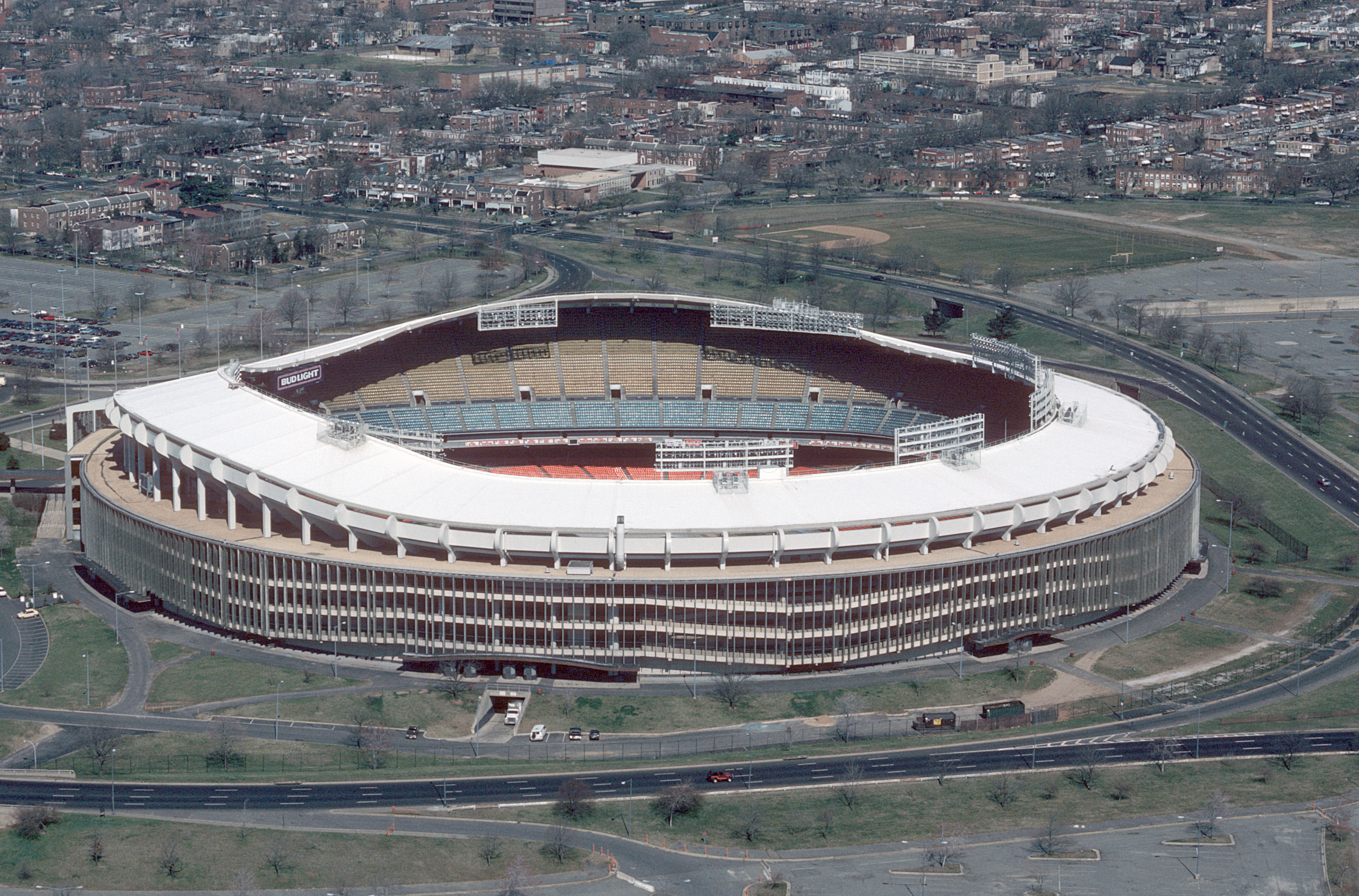
Luftbild von 1988
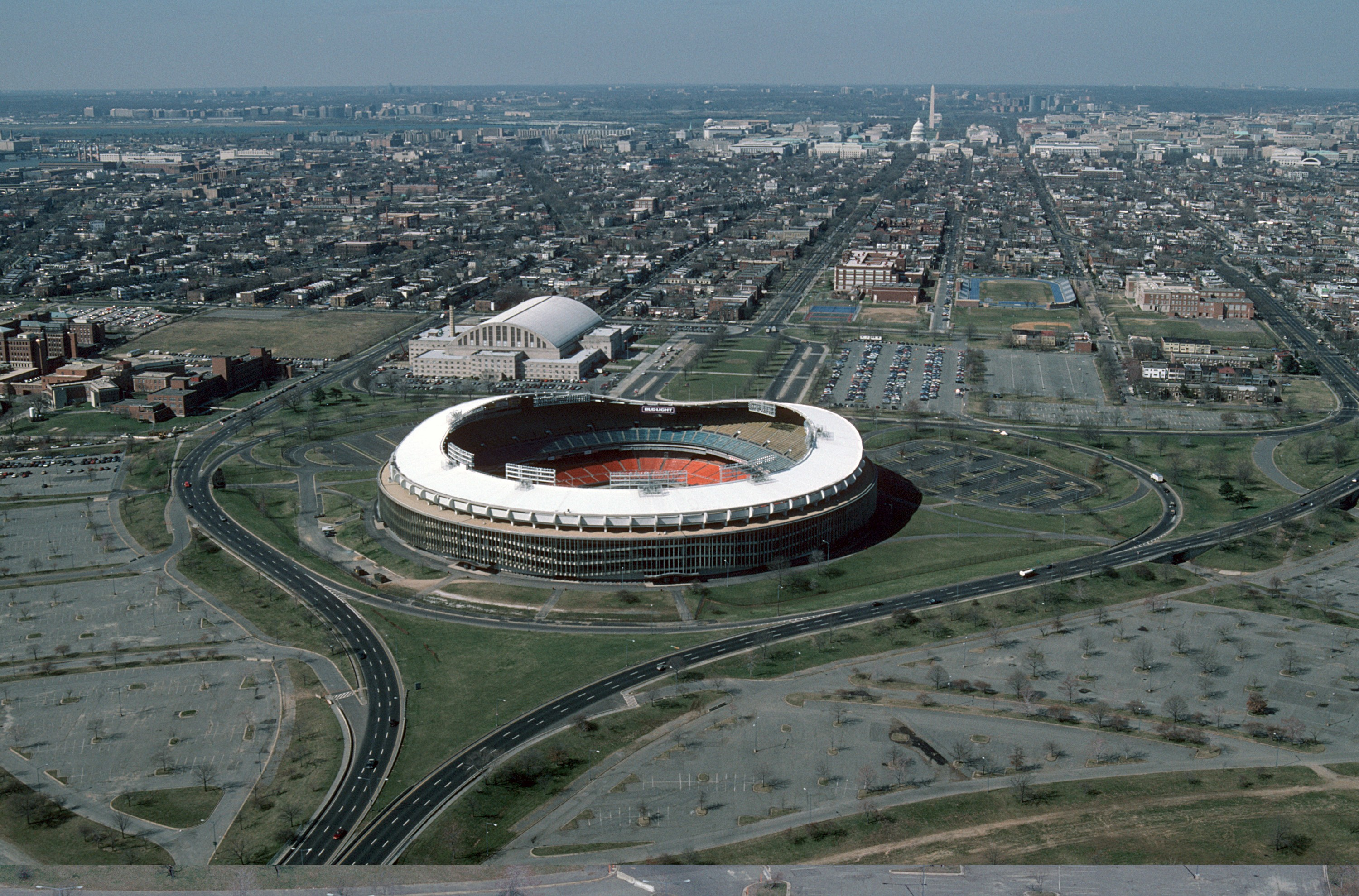
Das RFK Stadium mit dem Kapitol und dem Washington Monument im Hintergrund (März 1988)
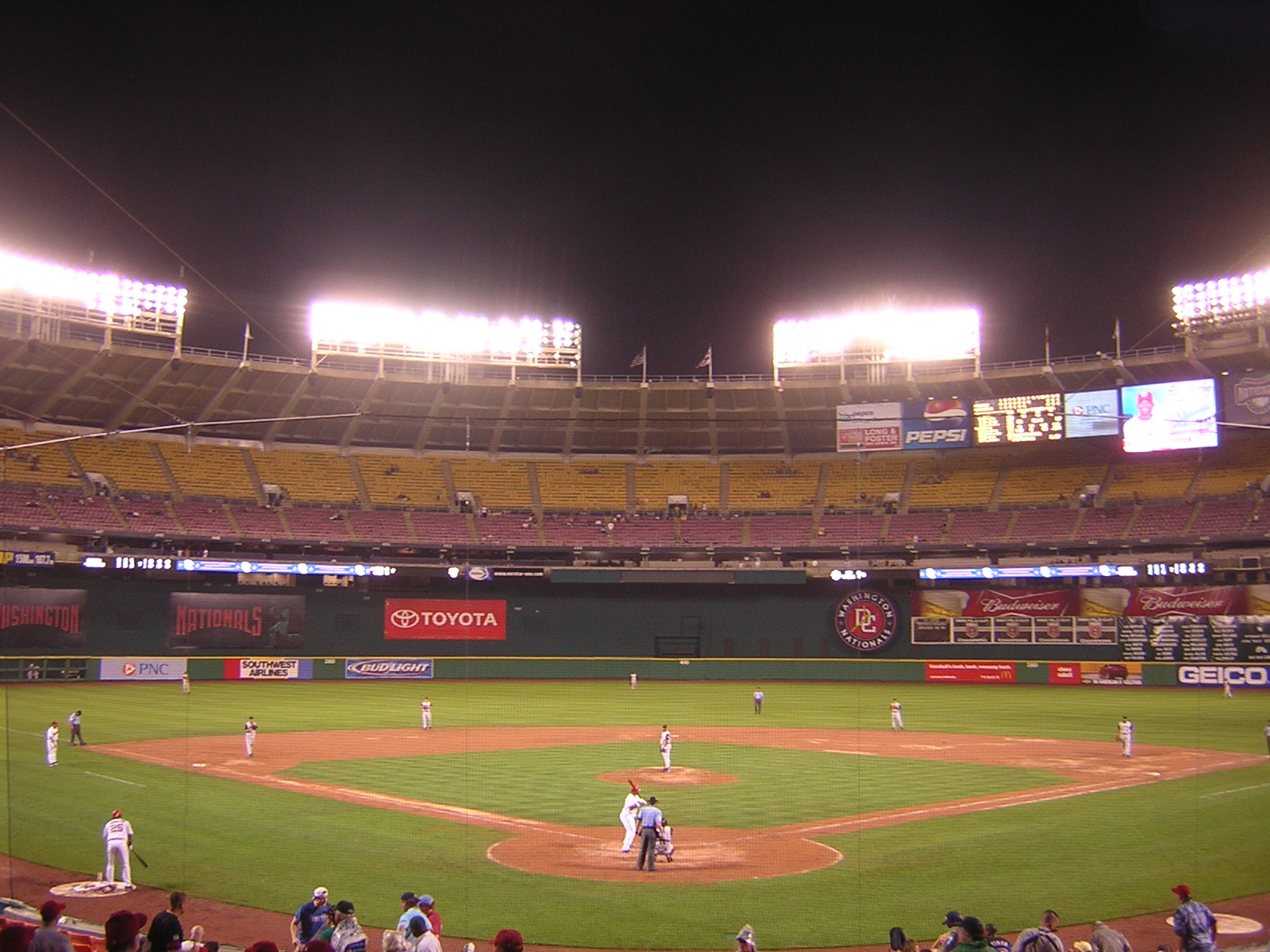
Das RFK Stadium während eines Baseball-Spiels (2005)